# Шевченко Тетяна Вікторівна
Тетя́на Вікторівна Шевче́нко (* 1995) — українська боксерка (категорія понад 81 кг); срібна призерка чемпіонату Європи 2019 року. Чемпіонка України 2016 й 2017 років. Кандидат у майстри спорту України.

## З життєпису
Спорт їй подобався з дитинства, однак серйозно займатись заважала зайва вага. Коли подолала проблему, пішла до спортивної секції на бокс. Після двох років занять стала чемпіонкою України; кинула навчання в університеті через постійні роз'їзди по змаганнях. Чемпіонка України 2016 й 2017 років.
Учасниця 10-го чемпіонату світу з боксу серед жінок в Індії.
2019 року брала участь в Чемпіонаті Європи з боксу серед жінок (Алькобендас). Дійшла до фіналу, в якому поступилася боксерці Земфірі Магомедалієвій та здобула срібну нагороду.